# نادیا (رمان)
نادیا (به فرانسوی: Nadja) یکی از مشهودترین کارهای جنبش سورئالیستی فرانسه‌است که دومین رمان منتشر شده آندره برتون محسوب می‌شود. این رمان در سال ۱۹۲۸ منشتر شده‌است. این رمان با یک سؤال شروع می‌شود «من کی هستم؟»
این رمان براساس تعاملاتی که برتون با یک زن جوان به نام نادیا در طی ده روز داشته‌است و از این لحاظ به نوعی یک شبه خودنگاری از ارتباط برتون با یکی از بیماران روانی پیر ژانت محسوب می‌شود. ساختاری غیر خطی کتاب در بعضی از قسمتها شامل اشاراتی به بعضی از دیگر هنرمندان سورئال پاریس مثل لوئی آراگون و در این لحاظ به واقعیت میل می‌کند.
آخرین خط کتاب شامل عنوانی برای کنسرت فلوت پیر بلوز است ((به فرانسوی: explosante-fixe...) این کتاب توسط عباس پژمان به فارسی ترجمه شده و نشر هرمس آن را منتشر ساخته است.

## خلاصه‌ای از رمان
راوی، به نام آندره، در حدود یک سوم رمان، پیش از آن‌که در نهایت روایتی را آغاز کند، به طور کلی، از رابطه کوتاه ده روزه خود با شخصیت اصلی نادیا، به شکل روایتی سورئالیستی، برایمان سخن می‌گوید. نادیا به این نام خوانده می‌شود «زیرا در روسی آغاز کلمه امید است، و چون فقط آغاز است»، اما نام او ممکن است تداعی کننده کلمه اسپانیایی «نادی» باشد که به معنای «هیچ‌کس» است. راوی به این زنی علاقه‌مند می شودف در حالی که فقط در یک برخورد تصادفی در خیابان او را دیده و بلافاصله با او هم‌صحبت شده است. او متکی به قرار ملاقات های روزانه می شود، که گاه به اوج عشق می رسد. با این حال، شیفتگی واقعی او نسبت به نادیا، دیدگاه او از جهان است که اغلب از طریق بحث در مورد آثار تعدادی از هنرمندان سوررئالیست، از جمله خودش، برانگیخته می‌شود. در حالی که درک او از هستی، یک فرد به شدت مستبد را زیر و رو می کند، بعداً مشخص می شود که او دیوانه است و به یک آسایشگاه تعلق دارد. پس از اینکه نادیا جزئیات زیادی از زندگی گذشته خود را فاش می کند، او به یک معنا دچار ابهام زدایی می شود و راوی متوجه می شود که او نمی تواند به رابطه‌شان ادامه دهد.

## چند سطر از کتاب
- دوستش ندارم؟ نزدیکترین چیز به اویم وقتی که من کنار او هستم
- زیبایی یا مخل است یا اصلاً وجود ندارد
- او نمی‌تواند وارد شود، او وارد نشد